# Schistometopum thomense
Schistometopum thomense és una espècie d'amfibis gimnofions sense pates de la família dermòfids. És endèmica de São Tomé i Príncipe, el que explica el seu nom específic. Va ser descrit per J.V. Barboza du Bocage com Siphonops thomensis el 1873. Va ser transferit al gènere dels Schismetopum el 1941 per H.W. Parker.
Viu al sòl a tots els hàbitats (excepte les zones seques del nord), camps de conreu, zones de bosc degradat, zones rocoses i terres costaneres totalment despullades. És una espècie vivípara i no depèn de masses d'aigua per a la reproducció.

## Distribució
Meitat nord de São Tomé I., São Tomé i Príncipe, Golf de Guinea fins a més de 1000 m d'altitud.